# Шахиджанян, Владимир Владимирович
Влади́мир Влади́мирович Шахиджаня́н (род. 3 апреля 1940, Ленинград) — российский журналист и писатель, создатель онлайн-программы «Соло на клавиатуре».

## Биография
Родился 3 апреля 1940 года в Ленинграде.
Мать — бухгалтер Тереза Герасимовна Шахиджанян (1912—1976), в молодости переехала из Еревана в Ленинград.
Учился в школе № 69 имени А. С. Пушкина в Ленинграде. В 1968 году окончил факультет журналистики МГУ, после чего ездил по СССР с лекциями по линии Бюро пропаганды советского киноискусства.
В 1968—1970 годах работал на Гостелерадио СССР в главной редакции информации («Последние известия», радиостанция «Маяк»).
С 1970 года на протяжении 35 лет преподавал на журфаке МГУ. Вёл семинары «Психология журналистского творчества» и «Технология журналистского творчества».
В 1990-х годах на телеканале «Здоровое телевидение» вёл цикл передач «Гимнастика души». Был радиоведущим на радиостанциях «Мегаполис», «Говорит Москва», «Комсомольская правда».
На киностудии Мосфильм в объединении «Дебют» в качестве режиссёра поставил художественный фильм «Клоун Мусля», вышедший в 1980 году.
В 2002 году основал фирму «ЭргоСОЛО», выпустившую онлайн-программу «Соло на клавиатуре» (обучение слепому десятипальцевому методу печати), онлайн-курс «Учимся говорить публично» (ораторское мастерство) и бесплатную онлайн-книгу «Курить, чтобы бросить!».
Имеет двоих детей.

## Дискография
- Соло на клавиатуре (CD) — обучающая программа.
- Гимнастика души (DVD, 2008) — психологический видеокурс
- Жизнь — это творчество (DVD, 2010) — документальный фильм.

## Фильмография
Актёр:
- 1978 — Двое в новом доме — администратор театра
- 2014 — Тихая охота (телесериал) — Стален Кимович Горин, инспектор по кадрам МВД на пенсии
- 2016 — Личное пространство — Георгий Альбертович, директор НИИ психологии

Режиссёр:
- 1980 — Клоун Мусля (короткометражный)